# Ingolstädter Gezirk

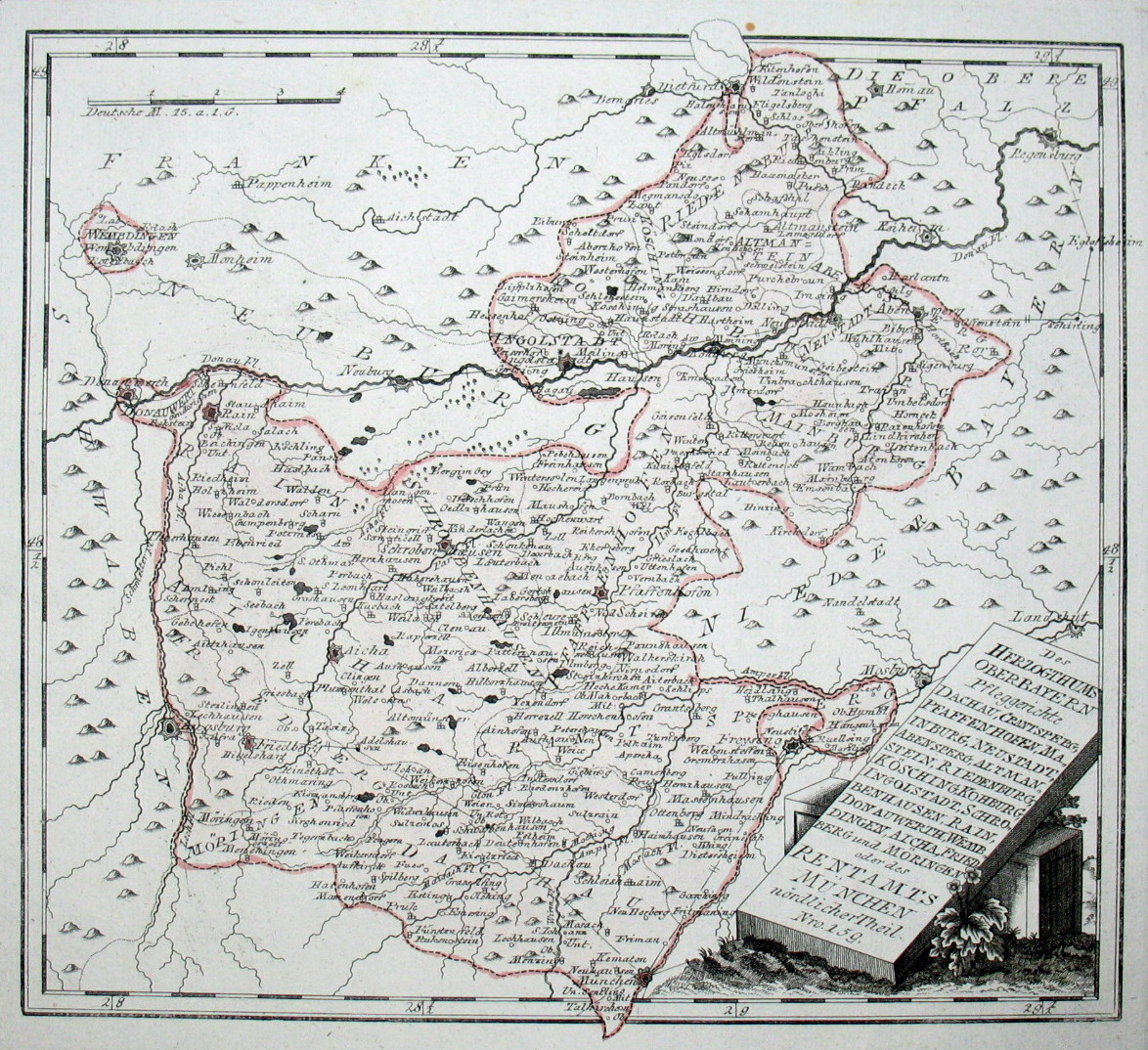
Franz Johann Joseph von Reilly: Des Herzogthums Oberbayern … Rentamt München nördlicher Teil (1792)

Der Ingolstädter Gezirk war ein eigener Verwaltungsbezirk des Herzogtums Bayern im Norden des Rentamts München, der eine eigene landständische Vertretung der Städte und Märkte in dem Bereich um die Landesfestung und die Landesuniversität Ingolstadt ermöglichte, wie sie schon zur Zeit des Teilherzogtums Bayern-Ingolstadt existiert hatte.

## Geschichte
Nach der Wiedervereinigung des Herzogtums Bayern durch den Kölner Spruch nach Ende des Landshuter Erbfolgekrieges kam es um 1507 zu einer Verwaltungsreform, bei der Bayern in vier Rentämter eingeteilt wurde. Der sogenannte „Ingolstädter Gezirk“ wurde Mitte des 16. Jahrhunderts vom Rentamt München abgetrennt und entstand so als zusätzlicher Steuerbezirk.  Anfang des 18. Jahrhunderts stand er als Teil des Oberlandes (dem Herzogtum Oberbayern) gleichberechtigt neben den fünf bayerischen Rentämtern München, Landshut, Straubing, Amberg und Burghausen. 1802 wurden im Zuge der Verwaltungsreformen durch Maximilian von Montgelas alle Rentämter und auch der „Ingolstädter Gezirk“ abgeschafft.

## Räumliche Ausdehnung
Neben Ingolstadt umfasste der sogenannte „Ingolstädter Gezirk“ lediglich die landständischen Städte Abensberg und Neustadt an der Donau sowie die Landgerichte Abensberg, Altmannstein, Dünzlau, Gerolfing, Kösching, Mainburg, Stammham-Etting, Vohburg und Neustadt a.d.Donau.